# Ungerska evangelisk-lutherska kyrkan
Evangelisk-lutherska kyrkan i Ungern (på ungerska Magyarországi Evangélikus Egyház) är ett protestantiskt samfund på luthersk grund. Kyrkan har 179 618 medlemmar (2017). Kyrkan har tre biskopar och 300 församlingar över hela Ungern. Kyrkans starkaste fäste finns i sydöstra Ungern. Den  evangelisk-lutherska kyrkan i Ungern är ansluten till Lutherska Världsförbundet, med säte i Genève. 
Lutherdomen fick tillsammans med kalvinismen tidigt fäste i Ungern. Särskilt i landets östra delar som under 1500- och 1600-talen tillhörde osmanska riket. När de katolska habsburgarna tog kontroll över hela Ungern under 1700-talet förföljdes protestanterna och antalet medlemmar minskade kraftigt.